# 茅ヶ崎ライブ2023
『茅ヶ崎ライブ2023』（ちがさきライブ2023）は、サザンオールスターズのライブ・ビデオ。2024年2月3日にNetflixにて期間限定で先行配信され、同年3月20日にはDVDとBlu-rayで発売。発売元はタイシタレーベル / JVCケンウッド・ビクターエンタテインメント / SPEEDSTAR RECORDS。

## 背景
本作は2023年9月27日から10月1日にかけて茅ヶ崎公園野球場にて開催した『茅ヶ崎ライブ2023』の模様を映像化したものである。同年12月27日にはソフト化、12月30日にはNetflixでの先行配信が発表された。

## リリース
DVDとBlu-rayと共に通常盤と完全生産限定盤の計4形態で発売され、完全生産限定盤には『写真集「茅ヶ崎ライブ2023」』と題したブックレットと映像作品『DOCUMENTARY FILM「茅ヶ崎ライブのすべて」』が収録されたボーナスディスクが封入される。また、予約購入特典として同公演での「マンピーのG★SPOT」において桑田が着用したカツラ（通称「マンヅラ」）に付けられたナンバープレートを模したマグネットシートが購入者にプレゼントされる。
Netflix版では世界独占配信となることを受け、初めてサザンオールスターズおよび茅ヶ崎に触れる海外の視聴者に向けた導入部分が作られた。

## ライブ

### スケジュール
※ライブ会場は茅ヶ崎公園野球場である。
- 9月27日・28日・30日・10月1日：開場15時、開演17時

### エピソード
- 本公演の開催の経緯としてメンバーは「われわれもメンバー全員が無事に前期高齢者となりました（笑）長い間音楽活動をやらせていただいていると、この国に生まれたこと、そして自分の『ふるさと』に対しての感謝や愛郷の念が、より一層深まっているように感じております[注釈 4]」とコメントしている[18]。
- 2023年に発表された三部作の一つ「歌えニッポンの空」は本公演のテーマソングとして扱われており[19]、桑田佳祐もMCで「ここ（茅ヶ崎市）で生まれて良かったという実に他愛もない新曲を歌わせてください」と前置きして歌唱している[18][注釈 5]。故郷茅ヶ崎及び日本への思いを馳せた本楽曲について桑田は歌詞を書いている時点から『茅ヶ崎ライブ2023』で演奏することを意識していたといい、「歌詞を作ってる中で、日本人だったら自分の故郷とかね、離れた場所を思うとか、こう気にかけるってことがあると思うんですよね。特に今こう色々、日本中が過疎化してる。で、過疎化して地方から若者が外に出ていく。地方に仕事がないということがずいぶん多いと思うんですけど。そういうことをまあ、多少こう気に留めつつの『故郷』（というフレーズ）なんですけど」「正直やっぱり茅ヶ崎ライブでこの曲を歌っているってことを想定してましたけど、もっと茅ヶ崎だけじゃなくてなんか国民それぞれの『我が家』とか『故郷』という意味でね、そっち（のニュアンス）にちょっと振ったんですけどね」と語っている[注釈 6][22]。
- オープニングでは加山雄三の「夕陽は赤く」「君といつまでも」がSEとして流れた[23]。
- 最終日はアントニオ猪木の一周忌でもあり、桑田がそのことに触れたほか、エンディングでは「1、2、3、ダーッ！」の掛け声でライブ全体を締めた[24]。
- 2023年に発表された三部作では唯一「Relay〜杜の詩」が生演奏されなかったが、終演時の出演者・スタッフクレジットのエンドロールとして用いられた[注釈 7][25][26]。
- 最終日には『週刊ナイナイミュージック』（フジテレビ系列）の企画でナインティナイン・ファーストサマーウイカ・玉井詩織（ももいろクローバーZ）が会場を訪れている。この企画ではライブ会場を訪れた観客への取材及び本公演の模様のダイジェストのほか、終演後のメンバーとの対談が行われており、同番組の2023年10月11日放送分にてオンエアされた[27][28]。また、放送後には出演者それぞれが執筆したレポートが音楽ナタリーでの特集に掲載された[29][30]。なお、矢部浩之にとっては2013年8月7日に放送された『1番ソングSHOW』（日本テレビ系列）以来10年ぶり、岡村隆史にとっては2018年12月31日に放送された『第69回NHK紅白歌合戦』以来4年10ヶ月ぶりのサザンとの共演となった[31][32]。
- 茅ヶ崎公園野球場での公演は2013年のスタジアムツアー『灼熱のマンピー!! G★スポット解禁!!』に組み込まれて以来10年ぶり3回目であり、桑田は本公演を「1回目、2回目はこうしたら良かったと思うことはそれなりにあったが、やっと3回目で、のびのびやらせてもらった」と振り返る発言を先述の『週刊ナイナイミュージック』内で述べている[33]。
- 会場では4日間で7万2000人を動員し、9月30日と10月1日は全国約270の映画館でもライブ・ビューイングで生中継され、合わせて27万2000人もの動員数になった[18]。また、このライブにおける事業費は本公演とライブ・ビューイングの合計でおよそ15億円、経済波及効果は神奈川県内でおよそ59億5600万円、全国で179億5700万円となった[34]。
- このライブ開催に伴う臨時列車として東京駅～茅ケ崎駅で特急『えぼし』が運行された。サザンの楽曲の歌詞にも登場する「えぼし岩」から命名された[35][注釈 8]。
- 本ライブはサザンのライブとしては珍しく、比較的メジャーな楽曲でセットリストが組まれているが、楽曲選定の際には「愛と欲望の日々」や「愛の言霊 〜Spiritual Message〜」[注釈 9]、「エロティカ・セブン」なども候補に入っていた[22]。

## チャート成績
2024年4月1日付のオリコン週間DVDランキングとBlu-ray Discランキングで、DVDが初週3.4万枚、BDが初週6.1万枚を売り上げ、両方で初登場1位を獲得した。両方首位獲得は5作連続・通算5作目となった。また、ミュージックDVD・BDランキングでも合計売上9.5万枚で1位を獲得し、「映像3部門同時1位」も5作連続通算5作目となった。

## 収録曲

### 共通
※曲順出典。
1. C調言葉に御用心
2. 女呼んでブギ[注釈 10]
MC
3. YOU
4. My Foreplay Music[注釈 11]
5. 涙のキッス
6. 夏をあきらめて
7. Moon Light Lover
8. 栄光の男
9. OH!! SUMMER QUEEN 〜夏の女王様〜
10. そんなヒロシに騙されて
11. いとしのエリー
MC（メンバー紹介）
12. 歌えニッポンの空
13. 君だけに夢をもう一度
14. 東京VICTORY
15. 栞のテーマ
16. 太陽は罪な奴
17. 真夏の果実
18. LOVE AFFAIR 〜秘密のデート
19. ミス・ブランニュー・デイ (MISS BRAND-NEW DAY)
20. 盆ギリ恋歌
21. みんなのうた
22. マンピーのG★SPOT

ENCORE
1. ロックンロール・スーパーマン 〜Rock'n Roll Superman〜[注釈 12]
2. Ya Ya (あの時代を忘れない)
MC
3. 希望の轍
4. 勝手にシンドバッド

END
1. Relay〜杜の詩

### BONUS DISC
※完全生産限定盤のみ付属。 
1. 『DOCUMENTARY FILM「茅ヶ崎ライブのすべて」』

## 参加ミュージシャン
- サザンオールスターズ
  - 桑田佳祐 - Vocal & Guitar
  - 原由子 - Keyboards & Vocal
  - 関口和之 - Bass & Chorus
  - 松田弘 - Drums & Chorus
  - 野沢“毛ガニ”秀行 - Percussion

- サポートミュージシャン
  - 斎藤誠 - Guitar & Chorus
  - 片山敦夫 - Keyboards
  - TIGER - Chorus
  - 山本拓夫 - Sax & Flute
  - 吉田治 - Sax & Flute
  - 菅坡雅彦 - Trumpet
  - 角谷仁宣 - Synth & Programming

- ダンサーズ
  - EBATO DANCING TEAM

## 配信動画
DVD・Blu-ray関連
- サザンオールスターズ – あの「茅ヶ崎ライブ2023」が、ついに作品化!! ［Teaser］ - YouTube
- 涙のキッス ［Live at 茅ヶ崎公園野球場, 2023］ - YouTube
- サザンオールスターズ – DOCUMENTARY FILM 「茅ヶ崎ライブのすべて」 ［Teaser］ - YouTube
- 真夏の果実 ［Live at 茅ヶ崎公園野球場, 2023］ - YouTube
- 盆ギリ恋歌 ［Live at 茅ヶ崎公園野球場, 2023］ - YouTube

Netflix関連
- 『サザンオールスターズ 茅ヶ崎ライブ2023』予告編 - Netflix - YouTube